# گروه دله البرکه
گروه دله البرکه (به عربی: مجموعة دلة البركة) شرکت هلدینگ در عربستان سعودی است، که از طریق شرکت‌های تابعه و فرعی خود، در زمینه ارائه خدمات مالی، بانکداری و بیمه، خدمات گردشگری، مدیریت رسانه‌های گروهی و توسعه املاک و مستغلات فعالیت می‌نماید. 
گروه دله البرکه در سال ۱۹۶۹ توسط صالح عبدالله کامل تأسیس شد و در حال حاضر مالک چندین شرکت تابعه، مؤسسه مالی و بانک است، که شناخته شده‌ترینِ آنها، شرکت‌های البرکه و البرکه ترک می‌باشند. دفتر مرکزی این گروه در شهر جده قرار دارد و مالکیت کلیه سهام آن در اختیار صالح عبدالله کامل می‌باشد.